# Kurowice (gromada w powiecie łódzkim)
Kurowice – dawna gromada, czyli najmniejsza jednostka podziału terytorialnego Polskiej Rzeczypospolitej Ludowej w latach 1954–1972.
Gromady, z gromadzkimi radami narodowymi (GRN) jako organami władzy najniższego stopnia na wsi, funkcjonowały od reformy reorganizującej administrację wiejską przeprowadzonej jesienią 1954 do momentu ich zniesienia z dniem 1 stycznia 1973, tym samym wypierając organizację gminną w latach 1954–1972.
Gromadę Kurowice siedzibą GRN w Kurowicach utworzono – jako jedną z 8759 gromad na obszarze Polski – w powiecie łódzkim w woj. łódzkim, na mocy uchwały nr 34/54 WRN w Łodzi z dnia 4 października 1954. W skład jednostki weszły obszary dotychczasowych gromad Bukowiec, Kurowice Rządowe, Kurowice Kościelne i Karpin ze zniesionej gminy Brójce w tymże powiecie. Dla gromady ustalono 19 członków gromadzkiej rady narodowej.
29 lutego 1956 do gromady Kurowice przyłączono wieś Kotliny z gromady Dalków w tymże powiecie.
1 stycznia 1958 do gromady Kurowice przyłączono wieś Dalków ze zniesionej gromady Dalków.
Gromada przetrwała do końca 1972 roku, czyli do kolejnej reformy gminnej.